# Turanspor
Turan Spor Kulübü Anonim Şirketi – turecki klub sportowy z siedzibą w Ankarze. Najbardziej znaną sekcją klubu jest sekcja piłkarska.

## Historia
Şekerspor został założony w 1947 w Ankarze. W 1959 Şeker Hilal awansował do Militi Lig i występował w niej przez kolejne cztery lata. Po rocznej przerwie klub powrócił na dwa sezony do tureckiej ekstraklasy w 1964 roku. Trzeci raz w 1. Lig Beypazarı Şekerspor występował w latach 1967-1969. Şekerspor raz jeszcze wrócił do 1. Lig w 1972 roku. Klub w latach 1973–1992 występował na zapleczu ekstraklasy. Później klub w spadł do 3. Lig, lecz szybko powrócił do drugiej ligi. W 1997 roku po prawie ćwierć wieku przerwy powrócił na jeden sezon do tureckiej ekstraklasy. Potem nastąpiły spadki klubu, który w 2005 roku wylądował w 3. Lig. W 2007 roku Şekerspor awansował do 2. Lig, w której występuje do chwili obecnej. W 2015 roku zmienił nazwę na Turanspor.

## Sezony
- 10 sezonów w Süper Lig: 1959–1963, 1964–1966, 1967–1969, 1972–1973, 1997–1998.
- 32 sezony w 1. Lig: 1963–1964, 1966–1967, 1969–1972, 1973–1992, 1994–1997, 1998–2003.
- 9 sezonów w 2. Lig: 1992–1994, 2003–2005, 2006–.
- 1 sezon w 3. Lig: 2005-06.

## Znani piłkarze w klubie
| - Selçuk Yula - Ahmet Yıldırım - Tamer Tuna - Sergen Yalçın | - Osman Özköylü - Zafer Biryol - Ismet Munishi - Marko Simeunovič |

## Trenerzy
- İsfendiyar Açıksöz (1962–1963)
- Mustafa Ertan (1967–1968)

## Sezony wSüper Lig
| Sezon   | Uzyskane Miejsce         |
| ------- | ------------------------ |
| 1959-60 | 12                       |
| 1960-61 | 15                       |
| 1961-62 | 20                       |
| 1962-63 | 11 w gr. białej (spadek) |
| 1964-65 | 15                       |
| 1965-66 | 15 (spadek)              |
| 1967-68 | 14                       |
| 1968-69 | 15 (spadek)              |
| 1972-73 | 15 (spadek)              |
| 1997-98 | 15 (spadek)              |